# Gregor Deschwanden
Pour les articles homonymes, voir Deschwanden.
Gregor Deschwanden, né le 27 février 1991 à Kerns, est un sauteur à ski suisse.

## Carrière
Membre du club de ski de Horw, Gregor Deschwanden participe à des compétitions organisées par la FIS en 2006 puis à ses premiers championnats du monde juniors en 2008. En février 2010, il fait ses débuts en coupe du monde à Willingen lors d'un concours par équipes. Il fait ses débuts en individuel à Lillehammer en décembre 2011. Lors de sa saison 2012-2013, Deschwanden marque ses premiers points de coupe du monde et remporte une épreuve de la coupe continentale à Sapporo.
En novembre 2013, il obtient son premier top 10 en coupe du monde avec une dixième place à Klingenthal. Il se qualifie pour les Jeux olympiques de Sotchi de 2014 où il se classe 25e au petit tremplin puis 14e au grand tremplin. Il réalise ses meilleures performances en grands championnats lors des Mondiaux de Falun en 2015 en terminant 14e et 17e en individuel.
En 2015, il signe son meilleur résultat en coupe du monde en terminant septième à Nijni Taguil. En décembre 2017, il égale cette performance en terminant au septième rang à nouveau à Nijni Taguil. Aux Jeux olympiques d'hiver de 2018 à Pyeongchang, il termine 19e au petit tremplin et 36e au grand tremplin.
Lors Grand prix d'été 2020, il se classe septième du classement général. En octobre 2020, il devient champion de Suisse. Lors de la saison 2020-2021, il réintègre le top dix en coupe du monde en terminant neuvième à Nijni Taguil, puis dixième à Innsbruck avant de se classer quinzième de la tournée des quatre tremplins.
En 2023, il se classe deuxième du classement général du Grand prix d'été 2023 et remporte la médaille de bronze au petit tremplin lors des Jeux européens de 2023. Lors de la saison hivernale, il égale son meilleur résultat en carrière en terminant septième à Klingenthal

## Palmarès

### Jeux olympiques
| Édition / Épreuve   | Petit tremplin | Grand tremplin | Par équipes |
| ------------------- | -------------- | -------------- | ----------- |
| JO 2014 Sotchi      | 25e            | 14e            | -           |
| JO 2018 Pyeongchang | 19e            | 36e            | -           |
| JO 2022 Pékin       | 17e            | 22e            | 8e          |

### Championnats du monde
| Édition / Épreuve           | Petit tremplin | Grand tremplin | Par équipes |
| --------------------------- | -------------- | -------------- | ----------- |
| Mondiaux 2013 Val di Fiemme | 41e            | 43e            | 10e         |
| Mondiaux 2015 Falun         | 14e            | 17e            | 10e         |
| Mondiaux 2017 Lahti         | 33e            | 35e            | 10e         |
| Mondiaux 2021 Oberstdorf    | 24e            | 20e            | 7e          |
| Mondiaux 2023 Planica       | 19e            | 24e            | 6e          |
| Mondiaux 2025 Trondheim     | 14e            | 7e             | 9e          |

#### Championnats du monde de vol à ski
| Édition                  | Individuel | Par équipes |
| ------------------------ | ---------- | ----------- |
| Mondiaux 2014 Harrachov  | 23e        | -           |
| Mondiaux 2016 Tauplitz   | 30e        | -           |
| Mondiaux 2018 Oberstdorf | 34e        | 6e          |
| Mondiaux 2022 Vikersund  | 24e        | -           |

### Coupe du monde
- Meilleur classement général : 26e en 2021 et 2022.
- 6 podiums en individuel : 4 deuxièmes places et 2 troisièmes places.

#### Classements annuels
| Saison    | Classement général final |
| --------- | ------------------------ |
| 2012-2013 | 44e                      |
| 2013-2014 | 32e                      |
| 2014-2015 | 27e                      |
| 2015-2016 | 39e                      |
| 2016-2017 | 64e                      |
| 2017-2018 | 38e                      |
| 2018-2019 | 67e                      |
| 2019-2020 | 51e                      |
| 2020-2021 | 26e                      |
| 2021-2022 | 26e                      |
| 2022-2023 | 26e                      |

### Jeux européens
| Épreuve / Édition               | Individuel     | Individuel     | Mixte par équipes |
| Épreuve / Édition               | Petit tremplin | Grand tremplin | Mixte par équipes |
| Jeux européens de 2023 Zakopane | Bronze         | 11e            | 6e                |

### Coupe continentale
- 2 podiums, dont 1 victoire.